# Skinheads (TV-program)
Skinheads är en svensk TV-dokumentärfilm, som visades i Kanal 1 den 29 november 1988. I programmet intervjuas de skinnskallar som följdes av Cicci Renström Suurna.
2013 kom uppföljaren Skinheads: 25 år senare.

### Fotnoter
1. ↑  ”Skinheads”. Svensk mediedatabas. 29 november 1988. http://smdb.kb.se/catalog/id/001708357. Läst 21 november 2013.
2. ↑  ”Skinheads: 25 år senare”. Sveriges Television. 21 november 2013. http://www.svt.se/dokumentarfilm/skinheads-25-ar-senare. Läst 21 november 2013.